# Lately (Stevie Wonder)
Lately è un singolo del musicista statunitense Stevie Wonder, pubblicato nel gennaio 1981.

## Descrizione
La title track è una ballata soul scritta, composta, prodotta, arrangiata e interpretata dal musicista e cantante americano Stevie Wonder nel 1980.

## Classifiche
| Classifica (1981)      | Posizione più alta |
| ---------------------- | ------------------ |
| U.S. Billboard Hot 100 | 64                 |
| U.S. R&B Chart         | 29                 |
| Regno Unito            | 3                  |

## Crediti
- Stevie Wonder - voce,  pianoforte, sintetizzatore basso